# Патель, Амиша
Амиша Патель (хинди अमीषा पटेल, род. 9 июня 1975, Бомбей, Индия) — индийская актриса

 и фотомодель, снимающаяся преимущественно в фильмах на хинди.

## Биография
Амиша родилась в семье актёра Амита и актрисы Аши Патель. Её дед — известный адвокат и политик Раджни Патель. Младший брат Амиши, Ашмит Патель, тоже актёр.
Уже с пяти лет Амиша училась танцевать. Став старше, она отправилась в США, в университет Тафтса, где изучала экономику.
Её дебютом в кино стал фильм «Скажи, что любишь» (2000), сыграть в котором ей предложил кинорежиссёр Ракеш Рошан.
Через год после дебюта Амиша снялась в фильме «Беглецы» в паре с Санни Деолом. Актриса дала согласие на съёмки ещё перед выходом первого фильма. По сюжету её героиня Сакина находит убежище в доме главного героя и влюбляется в него. Фильм имел коммерческий успех. Роль принесла Амише похвалы критиков и номинацию на Filmfare, а сама кинокартина стала хитом в индийском кино.
Амиша снималась во многих фильмах, но не всегда они оказывались успешными в финансовом отношении. После успеха двух первых, последовала череда провалов, среди которых «Открытие мира», где она сыграла в паре Джимми Шергиллом. В нём её героиня — успешная певица, которая никогда не видела свою мать.
После череды провалов она смогла исправить положение. В 2007 году два фильма «Путешествие в медовый месяц», где она исполнила роль говорливой жены главного героя, и «Лабиринт», имели коммерческий успех.
В 2008 году она появилась в фильме «Немного любви, немного магии», где сыграла подругу главного героя, а также станцевала в песне «Lazy Lamhe», однако фильм провалился в прокате.
В 2011 году она основала собственную кинокомпанию «Ameesha Patel Productions» и стала продюсером. Первый фильм, под её собственным баннером Desi Magic, был почти снят, но релиз фильма так и не состоялся.

## Личная жизнь
Амиша Патель не замужем. На протяжении нескольких лет (1999—2007) она встречалась с кинорежиссёром Викрамом Бхаттом, а затем — с бизнесменом Канавом Пури. Отношения с последним она прекратила, чтобы сосредоточиться на карьере.

## Фильмография
| Год  | Фильм                               | Роль                         | Примечания                                            |
| ---- | ----------------------------------- | ---------------------------- | ----------------------------------------------------- |
| 2000 | Скажи, что любишь                   | Сония Саксена                |                                                       |
| 2000 | Badri                               | Сарая                        | фильм на языке телугу                                 |
| 2001 | Беглецы                             | Сакина                       | номинирована на Filmfare Award за лучшую женскую роль |
| 2001 | Открытие мира                       | Сарина Диван                 |                                                       |
| 2002 | Горячее сердце                      | Санжана Рой                  |                                                       |
| 2002 | Любовь ли это?                      | Сандхия Патил                |                                                       |
| 2002 | Ты мне очень нравишься              | Сапна                        |                                                       |
| 2002 | Поездка в Лондон                    | Сония Сингх                  |                                                       |
| 2002 | Мечта афериста                      | Прия                         | номинирована на Filmfare Award за лучшую женскую роль |
| 2003 | Puthiya Geethai                     | Джо                          | фильм на тамильском языке                             |
| 2003 | Ради спасения любимой               | Пуджа                        |                                                       |
| 2004 | Suno Sasurjee                       | Киран Саксена                |                                                       |
| 2004 | Вызов                               | играет саму себя             |                                                       |
| 2004 | Наани                               | Прия                         | фильм на языке телугу                                 |
| 2005 | Обещание                            | Пуджа                        |                                                       |
| 2005 | Схватка                             | Прия                         |                                                       |
| 2005 | Раскаяние                           | Пуджа                        |                                                       |
| 2005 | Narasimhudu                         | Субба Лакшми                 | фильм на языке телугу                                 |
| 2005 | Восстание: Баллада о Мангале Пандее | Джвала                       |                                                       |
| 2006 | Размолвка                           | Анжали                       |                                                       |
| 2006 | Во имя любви                        | Дурга                        |                                                       |
| 2006 | Скрытая съёмка                      | Амму                         |                                                       |
| 2006 | Да будет так!                       | Сарита                       |                                                       |
| 2006 | Отчаяние                            | Нандита Саксена              |                                                       |
| 2006 | Ради тебя                           | Ширани Кханна                |                                                       |
| 2007 | Путешествие в медовый месяц         | Пинки Капур                  |                                                       |
| 2007 | Привет, малышка!                    | Девушка в песне «Heyy Babyy» | Приглашённая звезда                                   |
| 2007 | Лабиринт                            | Радха                        |                                                       |
| 2007 | Когда одной жизни мало              | Играет саму себя             | Камео                                                 |
| 2008 | Немного любви, немного магии        | Малаика                      |                                                       |
| 2010 | Run Bhola Run                       | Бхола                        | Заморожен                                             |
| 2011 | Чатур Сингх две звезды              | Сония                        |                                                       |
| 2011 | Parama Veera Chakra                 | Раджини                      | Фильм на языке телугу                                 |
| 2011 | Гонка 2                             | Черри, помощница Р.Д.        |                                                       |
| 2011 | Shortcut Romeo                      | Моника                       |                                                       |
|      |                                     |                              |                                                       |

## Кинопремии
| Награды                | Награды                       | Награды                      | Награды | Награды   | Награды |
| Премия                 | Категория                     | Фильм                        | Год     | Результат | Ссылки  |
| ---------------------- | ----------------------------- | ---------------------------- | ------- | --------- | ------- |
| Filmfare Awards        | Специальный приз              | Беглецы                      | 2002    | Победа    |         |
| Filmfare Awards        | Лучшая женская роль           | Беглецы                      | 2002    | Номинация |         |
| Filmfare Awards        | Лучшая женская роль           | Мечта афериста               | 2003    | Номинация |         |
| Star Screen Awards     | Лучший женский дебют          | Скажи, что любишь            | 2001    | Номинация |         |
| Star Screen Awards     | Лучшая женская роль           | Беглецы                      | 2002    | Номинация |         |
| IIFA Awards            | Лучшая женская роль           | Беглецы                      | 2002    | Номинация |         |
| IIFA Awards            | Лучшая женская роль           | Мечта афериста               | 2003    | Номинация |         |
| Zee Cine Awards        | Лучший женский дебют          | Скажи, что любишь            | 2001    | Победа    |         |
| Zee Cine Awards        | Лучшая женская роль           | Беглецы                      | 2002    | Номинация |         |
| Bollywood Movie Awards | Лучшая актриса второго плана  | Отчаяние                     | 2007    | Номинация |         |
| Stardust Awards        | Лучшая актриса второго плана  | Немного любви, немного магии | 2009    | Номинация | [ 4 ]   |
| Sansui Awards          | Лицо года                     | Скажи, что любишь            | 2001    | Победа    |         |
| Sansui Awards          | Лучшая актриса по мнению жюри | Беглецы                      | 2002    | Победа    | [ 5 ]   |

### Другие награды
| Год  | Фестиваль               | Конкурс              | Фильм                       | Результат |
| ---- | ----------------------- | -------------------- | --------------------------- | --------- |
| 2001 | Annual Filmgoers Awards | Лучший женский дебют | Kaho Naa… Pyaar Hai         | Победа    |
| 2001 | Kalashree Awards        | Сенсационный дебют   | Kaho Naa… Pyaar Hai         | Победа    |
| 2002 | Annual Filmgoers Awards | Лучшая актриса       | Gadar: Ek Prem Katha        | Победа    |
| 2008 | Salaam-E-Comedy Awards  | Лучшая актриса       | Honeymoon Travels Pvt. Ltd. | Номинация |